# Felix Brodauf
Felix Brodauf (* 22. September 1989 in Karl-Marx-Stadt) ist ein ehemaliger deutscher Skispringer, der in Oberwiesenthal lebt.

## Werdegang
Brodauf begann 2001 mit dem Skispringen. 2007 erreichte er den zweiten Platz in der Gesamtwertung im Deutschlandpokal. Er tritt im Alpencup, bei FIS-Springen, im FIS Cup und im Continental Cup an. Seine größten Erfolge waren 2008/09 und 2009/10 jeweils die Siege in der Gesamtwertung des FIS Cups. Bei den Deutschen Meisterschaften in Garmisch-Partenkirchen 2009 gewann er Bronze im Team. In der Continental-Cup-Saison 2009/10 konnte er erstmals Continental-Cup-Punkte gewinnen. Am 29. Januar 2011 errang er mit Platz drei beim Springen auf der Paul-Außerleitner-Schanze im österreichischen Bischofshofen erstmals einen Podestplatz im Continental-Cup. In diesem Wettbewerb startete Brodauf letztmals im Januar 2013.

## Erfolge

### Grand-Prix-Platzierungen
| Saison | Platz | Punkte |
| ------ | ----- | ------ |
| 2011   | 84.   | 2      |

## Weblink
- Felix Brodauf in der Datenbank des Internationalen Skiverbands (englisch)